# Rennrodel-Weltmeisterschaften 2028
Die 55. Rennrodel-Weltmeisterschaften sollen im Januar oder Februar 2028 auf Kunsteisbahn am Königssee ausgetragen werden.
Die von der Fédération Internationale de Luge ausgetragenen interkontinentalen Titelkämpfe sollen nach 1969, 1970, 1974, 1979, 1999, 2016 und 2021 zum achten Mal in Berchtesgaden stattfinden. Es sind Wettbewerbe in den Einsitzern für Männer und Frauen, dem Doppelsitzer für Männer und Frauen, der Disziplin der Teamstaffel sowie im Mixed-Wettbewerb der Einsitzer und Doppelsitzer vorgesehen. Abgesehen von der Teamstaffel und den Mixed-Wettbewerben sollen für die Rennen jeweils zwei Entscheidungsläufe ausgetragen werden.

## Vergabe
Nachdem die Kunsteisbahn am Königssee in Folge der COVID-19-Pandemie und der damit einhergehenden weltweiten Einschränkungen für die Austragung der Weltmeisterschaften 2021 eingesprungen war, kam es im Juli 2021 im Rahmen der Hochwasser in West- und Mitteleuropa 2021 zu einem Murenschaden an der Kunsteisbahn. Die Bahn und die Startgebäude waren schwer beschädigt und mussten teilweise abgerissen und neu gebaut werden, die entsprechenden Arbeiten begannen im April 2024. Ursprünglich war die Wiederinbetriebnahme für den Herbst 2025 vorgesehen, musste jedoch im Juli 2025 auf den Herbst 2026 verschoben werden.
Im Juni 2024 vergab der Kongress der Weltverbandes Fédération Internationale de Luge die Austragung der Weltmeisterschaften 2028 an den Königssee. Die Bahn am Königssee war zuvor bereits 1969, 1970, 1974, 1979, 1999, 2016, 2021 Austragungsort von Rodelweltmeisterschaften sowie 1979, 1986, 2004, 2011, 2017 von Bob- bzw. 1990, 2004, 2011, 2017 von Skeleton-Weltmeisterschaften.